# Заборово (Рязанская область)
За́борово (Заборовские Гаи, Воронежские Гаи, Спасское) — село Александро-Невского района Рязанской области. Входит в Просеченское сельское поселение.

## История названия
На месте села раньше находилась деревня Гаи, которая стала именоваться Заборовские Гаи когда перешла во владение помещика Александра Михайловича Заборовского, а с появлением здесь в начале XVIII века Спасской церкви она стала селом Спасским. В «Межевой карте Рязанской губернии» за 1859 год — «Спасское (Заборовское)». Вплоть до 1917 года оно указывалось как: «С. Спасское, Заборовские Гаи тож». В XX веке постепенно утвердилось название «Заборово».

## Население
| 1859 | 1906 | 2010 | 2023 |
| ---- | ---- | ---- | ---- |
| 381  | ↗542 | ↘110 | ↘107 |

## Достопримечательности

### Усадьба Скобелевых
Усадьба основана во второй половине XVIII века, происходившим из старинного дворянского рода польского происхождения, генералом Александром Михайловичем Заборовским; в 1764 году он построил здесь каменную Спасскую церковь. Затем она принадлежала его сыну генерал-майору И. А. Заборовскому.
Племянница и наследница (ввиду отсутствия родных детей) И. А. Заборовского, Надежда Дмитриевна Дурова, в первом замужестве Исаева, стала супругой генерала от инфантерии Ивана Никитича Скобелева. Затем имение перешло к их сыну, генерал-майору Дмитрию Ивановичу Скобелеву. Следующий владелец, Михаил Дмитриевич Скобелев, в 1881 году построил рядом с церковью здание школы для крестьянских детей. М. Д. Скобелев был похоронен в левом, Михаила Архангела, приделе Спасо-Преображенской церкви; в правом, Дмитрия Ростовского, приделе были похоронены его родители. Также Скобелевым принадлежало имение Михалково (Высокое) в Рязанской губернии.
После смерти М. Д. Скобелева имение перешло к его сестре Надежде Дмитриевне Белосельской-Белозерской (1847—1920), бывшей замужем за генерал-лейтенантом князем К. Э. Белосельским-Белозерским; 25 июня 1910 года она открыла здесь инвалидный дом, где проживало 6—8 ветеранов — утративших здоровья на полях сражений солдат.
В 1917 году имение было разорено крестьянами села Спасское и Спешнево; причём погромщики добрались даже до захоронений владельцев имения. 30 апреля 1922 года из церкви — самой богатой в Ряжском уезде — были изъяты все ценности: в описи изъятия кроме церковной утвари значились и скобелевские реликвии — ордена, медали, серебряная лампада в форме снаряда; в 1929 году церковь была закрыта и начала разбираться на кирпичи.
В 1958 году Рязанский облисполком распорядился благоустроить могилу М. Д. Скобелева. В 1995 году ему был установлен памятник-бюст. В 1994 году был освящён престол в Спасской церкви.
От имения сохранились: главный дом; домик М. Д. Скобелева; инвалидный дом; хозяйственные постройки; Спасская церковь 1764 года в стиле барокко (восстановлена), построенная А. М. Заборовским; парк с прудом; могила коня М. Д. Скобелева; здание школы, в котором открыт музей М. Д. Скобелева

### Мемориальный комплекс М. Д. Скобелева
Мемориальный комплекс открыт в сентябре 2003 года в родовом имении Скобелевых. В его состав входят:
- Спасская церковь (Спасо-Преображенская церковь), в приделах которой похоронены родители Скобелева и сам генерал;
- Памятник-бюст М. Д. Скобелеву (1995 год, скульптор Б. С. Горбунов);
- Музей М. Д. Скобелева, открытый в 2003 году в восстановленном здании школы. В его собрании хранятся коллекции нумизматики, письменных источников, металла, оружия, ткани. Материалы представлены в разделах экспозиции: «История усадьбы», «Родословная Скобелевых», «Жизнь и деятельность М. Д. Скобелева», «Награды М. Д. Скобелева», «Признание заслуг М. Д. Скобелева перед Россией и Болгарией», «Русское воинство XIX века». Организуются выставки по истории рода и усадьбы Скобелевых;
- Малый дом М. Д. Скобелева — деревянный, выстроенный на каменном фундаменте и стоявший на одной линии с большим домом. Сожжён в 1917 году, воссоздан в 2017 году.